# Conus terebra
Conus terebra е вид охлюв от семейство Conidae. Видът не е застрашен от изчезване.

## Разпространение и местообитание
Разпространен е в Австралия (Западна Австралия, Коралови острови, Куинсланд, Лорд Хау, Макуори и Северна територия), Американска Самоа, Бангладеш, Бахрейн, Британска индоокеанска територия, Бруней, Вануату, Виетнам, Гуам, Джибути, Египет (Синайски полуостров), Еритрея, Йемен, Източен Тимор, Индия, Индонезия, Ирак, Иран, Камбоджа, Катар, Кения, Кирибати, Китай (Гуандун, Гуанси, Джъдзян, Дзянсу, Фудзиен и Хайнан), Кокосови острови, Кувейт, Мавриций, Мадагаскар, Майот, Малайзия, Малдиви, Малки далечни острови на САЩ, Маршалови острови, Мианмар, Микронезия, Мозамбик, Науру, Ниуе, Нова Каледония, Обединени арабски емирства, Оман, Остров Норфолк, Остров Рождество, Острови Кук, Пакистан, Палау, Папуа Нова Гвинея, Провинции в КНР, Реюнион, Самоа, Саудитска Арабия, Северни Мариански острови, Сейшели, Сингапур, Сомалия, Судан, Тайван, Тайланд, Танзания, Токелау, Тонга, Тувалу, Уолис и Футуна, Фиджи, Филипини, Френска Полинезия, Шри Ланка и Южна Африка.
Обитава пясъчните дъна на океани, морета, заливи и рифове в райони с тропически климат. Среща се на дълбочина от 2 до 15 m, при температура на водата около 25,4 °C и соленост 35,1 ‰.